# Lijst van Vlaamse ministers van Wetenschap en Technologie
Dit is een lijst van ministers van Wetenschap en Technologie in de Vlaamse regering. 

## Lijst
| Nr.                                | Minister | Minister                    | Partij | Partij | Begin           | Einde           | Regering(en)               | Bevoegdheid                                              |
| ---------------------------------- | -------- | --------------------------- | ------ | ------ | --------------- | --------------- | -------------------------- | -------------------------------------------------------- |
| 1                                  |          | Norbert De Batselier (1947) |        | SP     | 21 januari 1992 | 5 februari 1992 | Van den Brande I           | Wetenschapsbeleid                                        |
| 2                                  |          | Luc Van den Brande (1945)   |        | CVP    | 5 februari 1992 | 13 juli 1999    | Van den Brande II, III, IV | Wetenschapsbeleid/ Wetenschap/ Wetenschap en Technologie |
| vacant (13 juli 1999-10 juni 2003) |          |                             |        |        |                 |                 |                            |                                                          |
| 3                                  |          | Dirk Van Mechelen (1957)    |        | VLD    | 10 juni 2003    | 22 juli 2004    | Somers                     | Wetenschap en Technologische Vernieuwing                 |
| 4                                  |          | Fientje Moerman (1958)      |        | VLD    | 22 juli 2004    | 27 juni 2007    | Leterme                    | Wetenschap                                               |